# Persone di nome Jill
| Questa pagina contiene informazioni ricavate automaticamente dalle voci biografiche con l'ausilio del template Bio e di un bot. L'aggiornamento è periodico e automatico e ricostruisce completamente la pagina. Se manca una persona in questa lista, sei pregato di non aggiungerla, ma accertati piuttosto che la sua voce biografica contenga il template Bio e che i dati anagrafici siano correttamente compilati. Se il template Bio manca, inseriscilo tu stesso o, in alternativa, metti l'avviso {{tmp\|Bio}} che ne segnala la mancanza. Se i dati riportati sono sbagliati, correggi direttamente la voce biografica; le modifiche saranno visibili in questa lista entro pochi giorni. Per chiarimenti vedi il progetto antroponimi. La lista contiene solo le 72 persone che sono citate nell'enciclopedia e per le quali è stato implementato correttamente il template Bio. Pagina aggiornata al 16 ott 2024. |

Questa è una lista di persone presenti nell'enciclopedia che hanno il prenome Jill, suddivise per attività principale.

## Astronome(1)
- Jill Tarter, astronoma statunitense (n. 1944)

## Attiviste(1)
- Jill Johnston, attivista e giornalista statunitense (Londra, n. 1929 - Hartford, † 2010)

## Attrici(20)
- Jill Clayburgh, attrice statunitense (New York, n. 1944 - Lakeville, † 2010)
- Jill Eikenberry, attrice statunitense (New Haven, n. 1947)
- Jill Esmond, attrice britannica (Londra, n. 1908 - Wimbledon, † 1990)
- Jill Flint, attrice statunitense (Cherry Valley, n. 1977)
- Jill Gascoine, attrice britannica (Lambeth, n. 1937 - Los Angeles, † 2020)
- Jill Goodacre, attrice e modella statunitense (Lubbock, n. 1964)
- Jill Halfpenny, attrice e cantante britannica (Gateshead, n. 1975)
- Jill Ireland, attrice e ballerina britannica (Londra, n. 1936 - Malibù, † 1990)
- Jill Marie Jones, attrice statunitense (Dallas, n. 1975)
- Jill Larson, attrice statunitense (Minneapolis, n. 1947)
- Jill Martin, attrice e cantante britannica (Redruth, n. 1938 - Londra, † 2016)
- Jill O'Hara, attrice e cantante statunitense (Warren, n. 1947)
- Jill Paice, attrice e cantante statunitense (n. 1980)
- Jill Perryman, attrice, cantante e ballerina australiana (Melbourne, n. 1933)
- Jill Remez, attrice statunitense (Los Angeles)
- Jill Schoelen, attrice statunitense (Burbank, n. 1963)
- Jill St. John, attrice e ex modella statunitense (Los Angeles, n. 1940)
- Jill Talley, attrice, comica e doppiatrice statunitense (Chicago, n. 1962)
- Jill Townsend, attrice statunitense (Santa Monica, n. 1945)
- Samadhi Zendejas, attrice messicana (Città del Messico, n. 1994)

## Attrici pornografiche(2)
- Jill Kassidy, attrice pornografica statunitense (Dallas, n. 1996)
- Jill Kelly, attrice pornografica e regista statunitense (Pomona, n. 1971)

## Biologhe(1)
- Jill Bolte Taylor, biologa statunitense (Terre Haute, n. 1959)

## Bobbiste(1)
- Jill Bakken, ex bobbista statunitense (Portland, n. 1977)

## Calciatrici(4)
- Jill Baijings, calciatrice olandese (Terheijden, n. 2001)
- Jill Roord, calciatrice olandese (Oldenzaal, n. 1997)
- Jill Rutten, ex calciatrice e allenatrice di calcio statunitense (Washington, n. 1968)
- Jill Scott, ex calciatrice inglese (Sunderland, n. 1987)

## Cantanti(5)
- Jill Corey, cantante statunitense (Avonmore, n. 1935 - Pittsburgh, † 2021)
- Jill Johnson, cantante svedese (Ängelholm, n. 1973)
- Jill Jones, cantante statunitense (Lebanon, n. 1962)
- Jill Saward, cantante, musicista e compositrice britannica (Londra, n. 1953)
- Jill Svensson, cantante svedese (Jönköping, n. 1995)

## Cantautrici(3)
- Lacy J. Dalton, cantautrice statunitense (Bloomsburg, n. 1946)
- Jill Scott, cantautrice e attrice statunitense (Filadelfia, n. 1972)
- Jill Sobule, cantautrice statunitense (Denver, n. 1961)

## Cestiste(2)
- Jill Hammond, ex cestista australiana (Melbourne, n. 1950)
- Jill Rankin, ex cestista e allenatrice di pallacanestro statunitense (Borger, n. 1958)

## Conduttrici televisive(1)
- Jill Cooper, conduttrice televisiva, personaggio televisivo e opinionista statunitense (Wichita, n. 1968)

## Diplomatiche(1)
- Jill Morris, diplomatica britannica (Chester, n. 1967)

## Fumettiste(1)
- Jill Thompson, fumettista e scrittrice statunitense (Forest Park, n. 1966)

## Giocatrici di curling(1)
- Jill Officer, giocatrice di curling canadese (Winnipeg, n. 1975)

## Giornaliste(2)
- Jill Abramson, giornalista e saggista statunitense (New York, n. 1954)
- Jill Dando, giornalista e conduttrice televisiva inglese (Weston-super-Mare, n. 1961 - Fulham, † 1999)

## Insegnanti(1)
- Jill Biden, insegnante, scrittrice e filantropa statunitense (Hammonton, n. 1951)

## Medici(1)
- Jill Stein, medico, ambientalista e politica statunitense (Chicago, n. 1950)

## Modelle(1)
- Jill Vedder, ex modella, filantropa e attivista statunitense (Los Angeles, n. 1977)

## Mountain biker(1)
- Jill Kintner, mountain biker e ciclista di BMX statunitense (Burien, n. 1981)

## Nuotatrici(1)
- Jill Sterkel, ex nuotatrice statunitense (Hacienda Heights, n. 1961)

## Pallavoliste(1)
- Jill Collymore, pallavolista statunitense (Los Angeles, n. 1987)

## Pattinatrici artistiche su ghiaccio(2)
- Jill Trenary, ex pattinatrice artistica su ghiaccio statunitense (Colorado Springs, n. 1968)
- Jill Watson, ex pattinatrice artistica su ghiaccio statunitense (Bloomington, n. 1963)

## Pianiste(1)
- Jill Crossland, pianista britannica (Yorkshire)

## Politiche(2)
- Jill Long Thompson, politica statunitense (Warsaw, n. 1952)
- Jill Tokuda, politica statunitense (Kaneohe, n. 1976)

## Registe(1)
- Jill Sprecher, regista e produttrice cinematografica statunitense

## Sciatrici alpine(2)
- Jill Kinmont Boothe, sciatrice alpina statunitense (Los Angeles, n. 1936 - Carson City, † 2012)
- Jill Wahlqvist, ex sciatrice alpina svedese (n. 1958)

## Scrittrici(6)
- Jill Churchill, scrittrice statunitense (Kansas City, n. 1943 - † 2023)
- Jill Ciment, scrittrice statunitense (Montréal, n. 1953)
- Jill Kargman, scrittrice, sceneggiatrice e attrice statunitense (New York, n. 1974)
- Jill Mansell, scrittrice inglese
- Jill Paton Walsh, scrittrice britannico (Londra, n. 1937 - † 2020)
- Jill Tweedie, scrittrice e giornalista inglese (Il Cairo, n. 1936 - Londra, † 1993)

## Soprani(1)
- Jill Gomez, soprano guyanese (n. 1942)

## Stiliste(1)
- Jill Stuart, stilista statunitense (New York, n. 1965)

## Tenniste(4)
- Jill Blackman, ex tennista australiana (n. 1936)
- Jill Craybas, ex tennista statunitense (Providence, n. 1974)
- Jill Hetherington, ex tennista canadese (Brampton, n. 1964)
- Jill Schwikert, ex tennista statunitense (n. 1954)